# Mount Murchison (Viktorialand)
Mount Murchison ist ein sehr markanter und 3500 m hoher Berg im ostantarktischen Viktorialand. In der Mountaineer Range ragt er als höchste Erhebung der schroffen Wasserscheide zwischen dem Fitzgerald- und dem Wylde-Gletscher auf.
Der britische Polarforscher James Clark Ross entdeckte ihn im Januar 1841 im Zuge seiner Antarktisexpedition (1839–1843). Er benannte den Berg nach dem Geologen Roderick Murchison (1792–1871), Generalsekretär der British Association.